# Guy Servat
Pour les articles homonymes, voir Servat.
Guy Servat né le 11 août 1924 à Nancy et mort le 26 décembre 2009 à Antony est un haut fonctionnaire français. Il est le premier directeur de l'ANPE, à compter de 1967 à 1970.

## Biographie

### Études et formations
Guy Servat est élève à l'école Saint-Sigisbert de Nancy puis à Besançon au lycée Victor-Hugo. Il poursuit son éducation au lycée Henri IV à Paris et en faculté de droit. Il est licencié en droit et breveté de l'École nationale de la France d'outre-mer. 

### Carrière
Guy Servat commence sa carrière en 1948 en tant qu'administrateur de la France d'outre mer à Brazzaville (Congo), puis à Fort-Lamy (Tchad) à partir de 1950. Il est de retour à Brazzaville en 1951, en 1953 il est administrateur à Pointe-Noire et à Mayama de 1953 à 1956. En 1956 il est affecté au Ministère de la France d'Outre-mer puis devient administrateur civil en 1958. En 1964 il intègre la Direction du budget de l'administration centrale des finances en tant que chef du bureau des collectivités locales, poste qu'il occupe jusqu'à sa nomination en 1967 à la tête de l'Agence nationale pour l'emploi. En 1970 il devient chef du service de l'emploi et de la formation professionnelle au ministère du Travail puis contrôleur d'État chargé du contrôle des organismes d'aménagement foncier et urbain. En 1977, il est chargé du contrôle des établissements et sociétés de radiodiffusion et de télévision et, en 1979, du Centre national de la cinématographie.
Cet ancien contrôleur d'État de l'audiovisuel, réputé pour ses qualités de négociateur, a servi de médiateur lors du très long conflit salarial qui a opposé les journalistes de Radio France à leur direction en 1990. Depuis, la grille des salaires s'appelle « grille Servat ».
En 1990 il est chef de mission de contrôle économique et financier. En 1991 il devient conseiller du président du Conseil supérieur de l'audiovisuel jusqu'en 1995.

## Distinctions
Guy Servat est officier de la Légion d’honneur, commandeur de l’ordre national du Mérite, chevalier des Arts et des Lettres, et chevalier de l’Étoile noire du Bénin.